# 2022 FNS歌謡祭

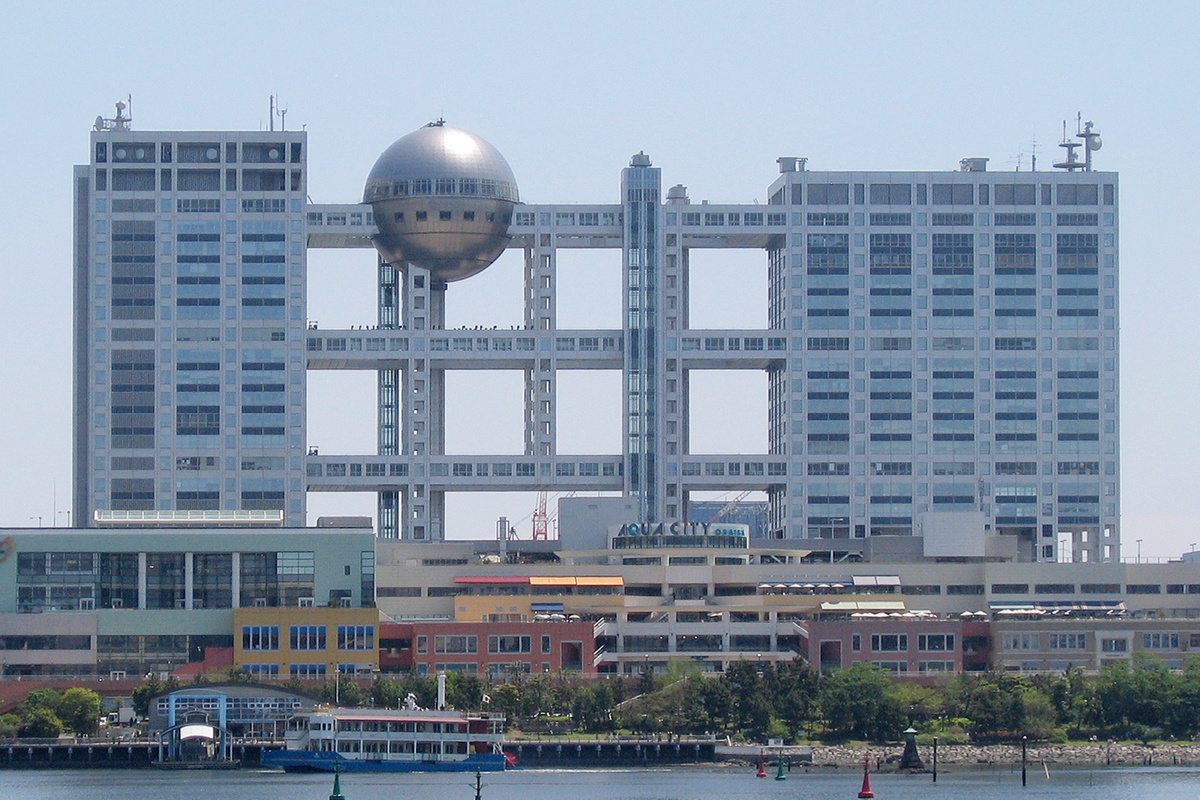
「第2夜」の会場となる番組の生放送が行われたフジテレビ本社「FCGビル」

『2022 FNS歌謡祭』（2022 エフエヌエスかようさい）は、フジテレビ系列で2022年12月7日 18:30 - 23:28（JST）・12月14日 18:30 - 23:03（JST）に生放送された通算51回目の『FNS歌謡祭』である。

## 概要
2022年11月16日にフジテレビから番組の放送日時・司会者・一部の出演アーティストが発表された。総合司会は『2019 FNS歌謡祭』より引き続き、活動休止中の嵐の相葉雅紀と当時フジテレビアナウンサーの永島優美が担当した。
2015年 - 2021年に引き続き、8年連続で本年も当番組では2DAYS・2週連続として2回に分けて生放送された。今回は前年に引き続き、第1夜・第2夜共に開始時間が18:30開始で、第1夜・第2夜共に終了時間が23時越えとなった。第1夜は12月7日 18:30 - 23:28（JST）に、第2夜は12月14日 18:30 - 23:03（JST）に生放送された。本年はそれぞれ4時間58分と4時間33分（2週合計9時間31分）の大長編となった。
本年の第1夜の会場は2019年以来3年ぶりにグランドプリンスホテル新高輪「飛天」、第2夜の会場は例年通りフジテレビ本社「FCGビル」となった。翌年以降は第1夜・第2夜共に「FCGビル」での開催となったため、2024年現在、「飛天」で開催された最後のFNS歌謡祭となっている。
12月7日（第1夜）の平均視聴率は第1部（18:30 - 19:00）が6.6%、第2部（19:00 - 23:00）が11.9%、第3部（23:00 - 23:28）が8.9%であった（ビデオリサーチ調べ、関東地区・世帯・リアルタイム）。
12月14日（第2夜）の平均視聴率は第1部（18:30 - 19:00）が6.1%、第2部（19:00 - 23:03）が10.0%であった（ビデオリサーチ調べ、関東地区・世帯・リアルタイム）。

## 当日のステージ

### 第1夜
トップバッターでは、松平健が初めて担当して「マツケンサンバⅡ」を披露した。大トリでは、前年の第1夜に引き続きKinKi Kidsが2年連続で担当してデビュー25周年記念ステージとして最新曲「Amazing Love」を披露した。
第1夜のステージの最多出演者は柴咲コウであり、KOH+としての出演を含め、4曲に参加していた。
第1夜では、ジャニーズ事務所からはKinKi Kids、NEWS、KAT-TUN、Sexy Zone、King & Prince、Snow Man、なにわ男子の7組が出演した。また、KinKi KidsとNEWS、Sexy Zone以外の4組は全て「飛天」初登場となるほか、NEWSは2019年以来の3年ぶりに冬の『FNS歌謡祭』への出演となる。
出演アーティストは全57組で、全65曲中15曲がコラボレーション（共演）で披露された。

### 第2夜
トップバッターでは、今年デビュー30周年を迎えた広瀬香美がスペシャルメドレーの最初の曲として「ロマンスの神様」を披露した。後に出演アーティスト4組（下記参照）とのコラボレーション5曲の名曲メドレーを披露。また、広瀬香美が当番組でトップバッターを務めるのは2019年の第1夜以来の3年ぶりとなる。大トリでは、ASKAが初めて担当してスペシャルメドレーの最後の曲として「歌になりたい」を披露した。
第2夜のステージの最多出演者は広瀬香美であり、5曲に参加していた。
第2夜では、ジャニーズ事務所からは堂本剛、関ジャニ∞、A.B.C-Z、ジャニーズWEST、SixTONES、Travis Japanの6組が出演した。
ミュージカル「SPY×FAMILY」のうち、ロイド・フォージャー役の森崎ウィンとヨル・フォージャー役の唯月ふうかは放送前から予め発表されていたが、アーニャ・フォージャー役の1人である増田梨沙は放送当日の12月14日に出演が発表された。
ムックと葉加瀬太郎のコラボ演奏後、タイアップ元となったUber EatsのCMが放映された。
出演アーティストは全45組で、全61曲中7曲がコラボレーション（共演）で披露された。

### 全体（第1夜・第2夜）
AK-69、=LOVE、STU48、大友康平、Official髭男dism、ガチャピン、ジュンス、SUPER BEAVER、Stray Kids、高畑充希、田中誠人、ちいかわ・ハチワレ、チョコレートプラネット、土田晃之、Travis Japan、中川大志、nobodyknows+、THE BEAT GARDEN、マカロニえんぴつ、松下洸平、満島真之介、満島ひかり、ムック、yama、りょーめーの26組のアーティストが『FNS歌謡祭』に初出演した。
第1夜・第2夜のどちらにも出演したアーティストは生田絵梨花、Official髭男dism、堂本剛、ムック、福山雅治の5組。
第1夜・第2夜合わせて、出演アーティストは100組・披露された楽曲は126曲・披露されたコラボレーション（共演）は22共演となった。
ASKAは1994年以来の28年ぶり、松平健は2004年以来の18年ぶり、KOH+は2007年以来の15年ぶり、水谷豊は2008年以来の14年ぶり、ダチョウ俱楽部・back numberは2017年以来の5年ぶり、Mrs. GREEN APPLE・ゆずは2018年以来の4年ぶり、広瀬香美・中山美穂・NEWS・BiSHは2019年以来の3年ぶり、aiko・Snow Man・SEVENTEEN・宮本浩次は2020年以来の2年ぶりの『FNS歌謡祭』の出演となった。
第1夜に満島ひかり、第2夜に満島真之介がそれぞれ出演して実姉弟が2週連続で単独出演した。かつてFolderとして同じグループに在籍していた三浦大知と満島ひかりのグループ解散後初のテレビ共演が実現した。
第1夜・第2夜共に主に番組の前半と後半も含めて、特別企画「リスペクト!!カバー」として、出演アーティストがそれぞれリスペクトする音楽史に刻まれる有名アーティストの名曲をカバーして披露された。
第1夜・第2夜共に今年公開のアニメ映画『ONE PIECE FILM RED』の特別企画が行われて、第1夜では秦基博とMrs. GREEN APPLEがそれぞれAdoに楽曲提供した同作の劇中歌をセルフカバーでテレビ初披露して、第2夜では同作のオリジナルヒロイン・ウタが3曲のFNS限定のスペシャルメドレーを披露した。同作以外のアニメでは第1夜では『ドラゴンボール超』『劇場版 鬼滅の刃 無限列車編』や第2夜では『SPY×FAMILY』といった作品の主題歌も、それぞれ歌唱を担当しているオリジナルのアーティストが披露された（詳細は下記参照。）
前年に引き続き、体調不良で活動休止中のSexy Zoneのマリウス葉も出演を辞退した。のちにマリウスは同グループからの脱退と本年限りでの芸能界引退を発表、結果的に2019年の放送が最後の出演となった。
乃木坂46の齋藤飛鳥・秋元真夏・鈴木絢音・早川聖来、Sexy Zoneの中島健人、A.B.C-Zの河合郁人、King & Princeの平野紫耀・岸優太・神宮寺勇太、AKB48の岡田奈々・茂木忍、STU48の瀧野由美子・今村美月・石田みなみ・沖侑果・岩田陽菜、櫻坂46の関有美子・土生瑞穂・上村莉菜・小池美波、さらに、2023年に解散したBiSH、2024年12月6日に逝去した中山美穂、2025年3月に解散を発表したKAT-TUNにとって最後の『FNS歌謡祭』の出演となった。また、=LOVEの齊藤なぎさも、最初で最後の『FNS歌謡祭』の出演となった。また、2023年10月にWEST.への改名を発表したジャニーズWESTは同グループ名としてはこれが最後の出演となった他、2024年4月1日にtimeleszへの改名を発表したSexy Zoneも同グループ名としてはこれが最後の出演となった。
Little Glee Monsterは2022年11月加入の新メンバーであるミカ・結海・miyouの3人は『FNS歌謡祭』初出演となった。
Liella!は1期メンバーだと2年連続の出演であるが、2期メンバーである桜小路きな子役の鈴原希実、米女メイ役の薮島朱音、若菜四季役の大熊和奏、鬼塚夏美役の絵森彩の4人は『FNS歌謡祭』初出演となった。
また、今年はOfficial髭男dism・King Gnu・THE ALFEE・SUPER BEAVER・SEKAI NO OWARI・DISH//・back number・マカロニえんぴつ・Mrs. GREEN APPLE・緑黄色社会の10組といった例年より多数のバンドが『FNS歌謡祭』に出演した。

## 出演者

### 司会
- 相葉雅紀（嵐）
- 永島優美（当時：フジテレビアナウンサー）

### 出演アーティスト

#### 第1夜（出演アーティスト）
- 蒼井翔太
- 生田絵梨花
- 井上芳雄
- AK-69
- Official髭男dism
- ガチャピン・ムック
- KAT-TUN
- 木梨憲武
- KinKi Kids[注 38]
- King & Prince
- 工藤静香
- 劇団四季『美女と野獣』
- 倖田來未
- KOH+
- THE ALFEE
- JO1
- ジェジュン
- GENERATIONS from EXILE TRIBE
- 柴咲コウ
- ジュンス
- SUPER BEAVER
- Snow Man
- Sexy Zone[注 39]
- SEVENTEEN
- 高畑充希
- ダチョウ倶楽部
- 田中誠人
- DA PUMP
- ちいかわ・ハチワレ
- 土田晃之
- DISH//
- 刀剣男士 team江
- なにわ男子
- NiziU
- NEWS
- 乃木坂46
- 秦基博
- 浜崎あゆみ
- THE BEAT GARDEN
- 氷川きよし
- 藤井フミヤ
- 松下洸平
- 松平健
- 三浦大知
- 水樹奈々
- 水谷豊[注 40]
- Mrs. GREEN APPLE
- 満島ひかり
- 宮野真守
- 宮本笑里
- milet
- 森高千里
- 薬師丸ひろ子
- 優里
- ゆず
- LA DIVA（森山良子、平原綾香、新妻聖子、サラ・オレイン）[注 41]
- LiSA

太文字は当年のNHK『第73回NHK紅白歌合戦』に出場。

#### 第2夜（出演アーティスト）
- aiko
- ASKA
- 生田絵梨花
- =LOVE
- ウタ(Ado) from ウタワールド
- AKB48
- A.B.C-Z
- STU48
- &TEAM
- 大友康平
- Official髭男dism
- 関ジャニ∞[注 42]
- 清塚信也
- King Gnu
- Creepy Nuts
- 桜木輝彦（中川大志）
- 櫻坂46
- ジャニーズWEST[注 43]
- SixTONES
- Stray Kids
- SEKAI NO OWARI
- Da-iCE
- チョコレートプラネット
- 堂本剛
- 德永英明
- Travis Japan
- 中山美穂
- nobodyknows+
- 葉加瀬太郎
- back number
- BiSH
- 広瀬香美
- FANTASTICS from EXILE TRIBE
- 福山雅治
- マカロニえんぴつ
- 満島真之介
- 宮本浩次
- ミュージカル『SPY×FAMILY』（増田梨沙、森崎ウィン、唯月ふうか）
- ムック
- yama
- 山崎育三郎
- Liella!（伊達さゆり、Liyuu、岬なこ、ペイトン尚未、青山なぎさ、鈴原希実、薮島朱音、大熊和奏、絵森彩）[注 44]
- Little Glee Monster
- 緑黄色社会
- りょーめー

太文字は当年のNHK『第73回NHK紅白歌合戦』に出場。

### 音楽・演奏
- 武部聡志音楽団

第1夜
音楽監督&Pf.：武部聡志／演奏：Dr. 村石雅行、Ba. 浜崎賢太、Gt. 遠山哲朗・福原将宣、Key. 清水俊也、Cho. 今井マサキ・加藤いづみ・会原実希、MNP. 前田雄吾、Strings. 今野均ストリングス
第2夜
音楽監督&Pf.：武部聡志／演奏：Dr. 村石雅行、Ba. 浜崎賢太、Gt. 遠山哲朗・福原将宣、Key. 清水俊也、Cho. 今井マサキ・中田桃花・高橋あず美、MNP. 山崎哲雄、Strings. 今野均ストリングス

## セットリスト

### 第1夜（セットリスト）
| 順番 | アーティスト                             | 楽曲                                               |
| ---- | ---------------------------------------- | -------------------------------------------------- |
| 1    | 松平健                                   | マツケンサンバⅡ (2004)                             |
| 2    | 森高千里×乃木坂46                        | ジン ジン ジングルベル (1995/森高千里)             |
| 3    | JO1                                      | Last Christmas (1984/ワム!)                        |
| 4    | DA PUMP                                  | DA FUNK                                            |
| 5    | milet                                    | Walkin' In My Lane                                 |
| 6    | 柴咲コウ                                 | TRUST                                              |
| 7    | THE BEAT GARDEN                          | Start Over                                         |
| 8    | LA DIVA                                  | Dynamite (2020/BTS)                                |
| 9    | GENERATIONS                              | 花 (2004/ORANGE RANGE)                             |
| 10   | 松下洸平×生田絵梨花×宮本笑里             | SWEET MEMORIES (1983/松田聖子)                     |
| 11   | 高畑充希                                 | One more time, One more chance (1997/山崎まさよし) |
| 12   | SUPER BEAVER                             | 言葉にできない (1982/オフコース)                   |
| 13   | KinKi Kids                               | クリスマス・イブ (1983/山下達郎)                   |
| 14   | 田中誠人×ちいかわ・ハチワレ              | ひとりごつ                                         |
| 15   | DA PUMP×ガチャピン・ムック               | U.S.A. (2018/DA PUMP)                              |
| 16   | 水谷豊                                   | カリフォルニア・コネクション (1979)                |
| 17   | 氷川きよし                               | 限界突破×サバイバー (2017)                         |
| 18   | NiziU                                    | Step and a step -Light it Up ver.-                 |
| 19   | Mrs. GREEN APPLE                         | 私は最強 (Ado)                                     |
| 20   | 秦基博                                   | 風のゆくえ (Ado)                                   |
| 21   | 劇団四季「美女と野獣」                   | ビー アワ ゲスト (おもてなし)                      |
| 22   | 劇団四季「美女と野獣」                   | 美女と野獣                                         |
| 23   | 工藤静香×水樹奈々                        | 禁断のテレパシー (1987/工藤静香)                   |
| 24   | 森高千里×蒼井翔太                        | 私がオバさんになっても (1992/森高千里)             |
| 25   | 薬師丸ひろ子                             | ステキな恋の忘れ方 (1985)                          |
| 26   | 乃木坂46                                 | ここにはないもの                                   |
| 27   | LiSA                                     | 一斉ノ喝采                                         |
| 28   | 井上芳雄×ジュンス                        | 僕こそ音楽                                         |
| 29   | 井上芳雄×ジュンス                        | 闇が広がる                                         |
| 30   | 柴咲コウ                                 | 銀の龍の背に乗って (2003/中島みゆき)               |
| 31   | Snow Man                                 | JUICY                                              |
| 32   | DISH//                                   | 五明後日                                           |
| 33   | SEVENTEEN                                | DREAM                                              |
| 34   | THE ALFEE×ダチョウ倶楽部×土田晃之        | 星空のディスタンス (1984/THE ALFEE)                |
| 35   | なにわ男子×ゆず                          | サチアレ (なにわ男子)                              |
| 36   | 藤井フミヤ×中島健人・菊池風磨(Sexy Zone) | TRUE LOVE (1993/藤井フミヤ)                        |
| 37   | 倖田來未×増田貴久(NEWS)                  | 愛のうた (2007/倖田來未)                           |
| 38   | ジェジュン×宮野真守                      | for you… (1982/高橋真梨子)                         |
| 39   | 三浦大知×満島ひかり                      | 上を向いて歩こう (1961/坂本九)                     |
| 40   | LiSA                                     | 炎 (2020)                                          |
| 41   | King & Prince                            | ツキヨミ                                           |
| 42   | 刀剣男士 team江                          | STARTING NOW                                       |
| 43   | 優里                                     | おにごっこ                                         |
| 44   | NiziU                                    | Blue Moon                                          |
| 45   | 水樹奈々×NEWS                            | 絶対的幸福論 (2016/水樹奈々)                       |
| 46   | 高畑充希                                 | 青春の続き                                         |
| 47   | Official髭男dism                         | Subtitle                                           |
| 48   | Snow Man                                 | 勝手にしやがれ (1977/沢田研二)                     |
| 49   | 氷川きよし                               | さよならの向う側 (1980/山口百恵)                   |
| 50   | 工藤静香                                 | 空と君のあいだに (1994/中島みゆき)                 |
| 51   | 満島ひかり×會田茂一×長岡亮介             | ひこうき雲 (1973/荒井由実)                         |
| 52   | KOH+                                     | 最愛 (2008)                                        |
| 53   | KOH+                                     | ヒトツボシ                                         |
| 54   | Mrs. GREEN APPLE                         | ダンスホール                                       |
| 55   | ゆず                                     | RAKUEN                                             |
| 56   | SUPER BEAVER                             | 名前を呼ぶよ (2021)                                |
| 57   | 浜崎あゆみ                               | appears (1999)                                     |
| 58   | 浜崎あゆみ                               | Who… (1999)                                        |
| 59   | 三浦大知                                 | Backwards (2021)                                   |
| 60   | J-JUN with XIA (JUNSU)                   | 六等星                                             |
| 61   | 木梨憲武                                 | No Limit feat. AK-69                               |
| 62   | Sexy Zone                                | Trust Me, Trust You.                               |
| 63   | KAT-TUN                                  | ゼロからイチへ                                     |
| 64   | 秦基博                                   | 残影                                               |
| 65   | KinKi Kids                               | Amazing Love                                       |

### 第2夜（セットリスト）
| 順番 | アーティスト                          | 楽曲                                         |
| ---- | ------------------------------------- | -------------------------------------------- |
| 1    | 広瀬香美                              | ロマンスの神様 (1993)                        |
| 2    | 広瀬香美×Little Glee Monster          | 愛があれば大丈夫 (1992/広瀬香美)             |
| 3    | 広瀬香美×BiSH                         | DEAR...again (1996/広瀬香美)                 |
| 4    | 広瀬香美×花村想太・大野雄大(Da-iCE)   | ゲレンデがとけるほど恋したい (1995/広瀬香美) |
| 5    | 広瀬香美×=LOVE                        | 真冬の帰り道 (1997/広瀬香美)                 |
| 6    | STU48                                 | 花は誰のもの?                                |
| 7    | 大友康平                              | いすゞのトラック                             |
| 8    | りょーめー                            | ヘルシーなのにアゲリシャス                   |
| 9    | チョコレートプラネット                | これ絶対うまいやつ♪                          |
| 10   | 関ジャニ∞                             | AMBITIOUS JAPAN! (2003/TOKIO)                |
| 11   | A.B.C-Z                               | がんばりましょう (1994/SMAP)                 |
| 12   | ジャニーズWEST                        | Happiness (2007/嵐)                          |
| 13   | SixTONES                              | Boom-Pow-Wow!                                |
| 14   | Travis Japan                          | JUST DANCE!                                  |
| 15   | Little Glee Monster                   | Join Us!                                     |
| 16   | BiSH                                  | ZUTTO                                        |
| 17   | ウタ(歌:Ado)                          | 新時代                                       |
| 18   | ウタ(歌:Ado)                          | 逆光                                         |
| 19   | ウタ(歌:Ado)                          | 世界のつづき                                 |
| 20   | 中山美穂                              | 遠い街のどこかで… (1991)                     |
| 21   | 中山美穂                              | ツイてるね ノッてるね (1986)                 |
| 22   | 緑黄色社会                            | キャラクター                                 |
| 23   | 山崎育三郎                            | NEVERLAND                                    |
| 24   | アーニャ(増田梨沙)×ロイド(森崎ウィン) | アーニャをしると せかいがへいわに            |
| 25   | ヨル(唯月ふうか)                      | 安心させたくて                               |
| 26   | ロイド(森崎ウィン)                    | よりよき世界のために                         |
| 27   | A.B.C-Z                               | #IMA                                         |
| 28   | ジャニーズWEST                        | しらんけど                                   |
| 29   | SixTONES×Travis Japan                 | JAPONICA STYLE (2017/SixTONES)               |
| 30   | 櫻坂46                                | 五月雨よ                                     |
| 31   | Da-iCE                                | スターマイン                                 |
| 32   | &TEAM                                 | Under the skin                               |
| 33   | Stray Kids                            | CASE 143 -Japanese ver.-                     |
| 34   | 宮本浩次                              | 飾りじゃないのよ涙は (1984/中森明菜)         |
| 35   | 德永英明                              | 赤いスイートピー (1982/松田聖子)             |
| 36   | 生田絵梨花                            | 何なんw (2019/藤井風)                        |
| 37   | FANTASTICS from EXILE TRIBE           | Choo Choo TRAIN (2003/EXILE)                 |
| 38   | 満島真之介                            | Get Along Together (1993/山根康広)           |
| 39   | 京本大我(SixTONES)                    | First Love (1999/宇多田ヒカル)               |
| 40   | 桜木輝彦(中川大志)                    | 彼方の景色                                   |
| 41   | 福山雅治                              | 妖                                           |
| 42   | マカロニえんぴつ                      | なんでもないよ、 (2021)                      |
| 43   | aiko                                  | 果てしない二人                               |
| 44   | =LOVE                                 | あの子コンプレックス                         |
| 45   | AKB48                                 | 久しぶりのリップグロス                       |
| 46   | nobodyknows+                          | ココロオドル (2004)                          |
| 47   | Creepy Nuts                           | 堕天                                         |
| 48   | SEKAI NO OWARI                        | Habit                                        |
| 49   | 福山雅治                              | 虹 (2003)                                    |
| 50   | King Gnu                              | カメレオン                                   |
| 51   | Official髭男dism                      | ミックスナッツ                               |
| 52   | yama                                  | 色彩                                         |
| 53   | back number                           | アイラブユー                                 |
| 54   | back number                           | 水平線 (2020)                                |
| 55   | 葉加瀬太郎×ムック                     | 情熱大陸 (1999/葉加瀬太郎)                   |
| 56   | 清塚信也                              | 英雄ポロネーズ (1842/ショパン)               |
| 57   | Liella!                               | ビタミンSUMMER!                              |
| 58   | 関ジャニ∞                             | 無責任ヒーロー (2008)                        |
| 59   | 堂本剛                                | 街 (2002)                                    |
| 60   | ASKA                                  | SAY YES (1991/CHAGE&ASKA)                    |
| 61   | ASKA                                  | 歌になりたい (2019)                          |

## スタッフ

### 第1夜（スタッフ）
- 音楽監督：武部聡志
- 美術プロデューサー：楫野淳司
- TD：米山和孝
- 編成：長嶋大介
- 広報：北村桃子
- 協力：ハーフトーンミュージック
- 美術協力：フジアール、東宝舞台、興進電化、エスケイシステム、テルミック、ナカムラ綜美、東京特殊効果、京花園、山田かつら、東京TUBE、シミズオクト、サンフォニックス、コマデン
- 技術協力：fmt、共同テレビジョン、サンフォニックス、放映サービス、田中電設、共立、ワンツー・ワンツー、ニユーテレス、ウエストワン、三穂電機、ピーシーライツ、4-Legs、KDDI、digidelic、MTプランニング
- 制作協力：E&W、クリーク・アンド・リバー社、スマイルオン、三慶サービス、デジタルスペック
- 制作：太田一平
- エグゼクティブプロデューサー：石田弘
- 構成：山内浩嗣
- 制作進行：渡辺由貴
- 編集ディレクター：松本絵理、黒岩栄治、吉田誠
- 送出ディレクター：太田秀司、阪本玲以
- フロアディレクター：大野悟、樋川優美、川上惇、望月浩平
- プロデューサー：中村峰子、土田芳美、宇賀神裕子、後藤夏美、加藤万貴、早川和希、福井倫子、岩永恵
- 総合演出・プロデューサー：浜崎綾
- チーフプロデューサー：三浦淳
- 制作：フジテレビ編成制作局制作センター第二制作室
- 制作著作：フジテレビ

### 第2夜（スタッフ）
- 音楽監督：武部聡志
- 美術プロデューサー：三竹寛典
- TD：米山和孝
- 編成：長嶋大介
- 広報：北村桃子
- 協力：ハーフトーンミュージック
- 美術協力：フジアール、チトセアート、ナカムラ綜美、エスケイシステム、テルミック、京花園、東京特殊効果、山田かつら、東京TUBE、コマデン、サンフォニックス
- 技術協力：fmt、共同テレビジョン、サンフォニックス、放映サービス、田中電設、共立、ワンツー・ワンツー、ニユーテレス、ウエストワン、ピーシーライツ、4-Legs、digidelic、MTプランニング、テクトレ株式会社
- 制作協力：E&W、クリーク・アンド・リバー社、デジタルスペック
- 制作：太田一平
- エグゼクティブプロデューサー：石田弘
- 構成：山内浩嗣、川嶋結衣
- 編集ディレクター：後藤悠樹、黒岩栄治、吉田誠
- 送出ディレクター：小野瀬瑞貴
- フロアディレクター：松舘ちひろ、大野悟、渡辺由貴、川上惇
- プロデューサー：浜崎綾、中村峰子、土田芳美、宇賀神裕子、後藤夏美、加藤万貴、早川和希、福井倫子、岩田恵
- 演出：花輪研斗
- 総合演出：島田和正
- チーフプロデューサー：三浦淳
- 制作：フジテレビ編成制作局制作センター第二制作室
- 制作著作：フジテレビ

## 関連番組
- 土曜ワイド
  - 12月3日に14:30 - 15:30（JST）で事前番組を放送。
- VS魂グラデーション
  - 当番組の司会を務める相葉雅紀がレギュラー出演している同局のバラエティ番組。